# Dieter Eilts
Dieter Eilts (* 13. prosinec 1964, Upgant-Schott) je bývalý německý fotbalista. Hrával na pozici záložníka.
S německou reprezentací získal zlatou medaili na mistrovství Evropy 1996. Na tomto turnaji byl federací UEFA zařazen i do all-stars týmu. Celkem za národní tým odehrál 31 utkání.
S Werderem Brémy vyhrál v sezóně 1991/92 Pohár vítězů pohárů. Dvakrát se v dresu Werderu stal mistrem Německa (1987/88, 1992/93), třikrát vyhrál německý pohár (1990/91, 1993/94, 1998/99).
Po skončení hráčské kariéry rozjel i trenérskou dráhu, vedl německou jednadvacítku či Hansu Rostock.